# アシニボイン

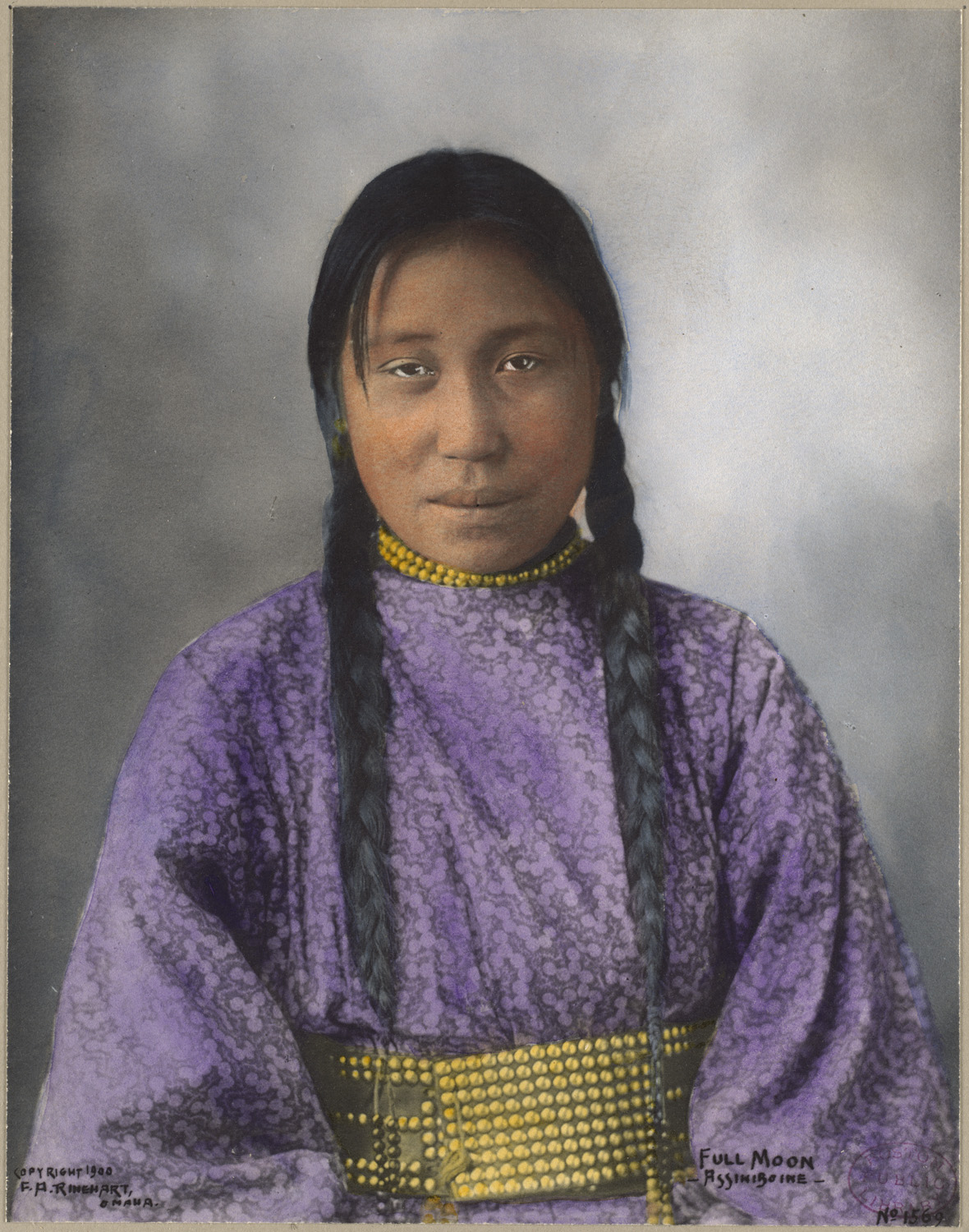
アシニボイン族の女性

アシニボイン族（Assiniboine）とはアメリカ北部からカナダ南部にかけて先住するインディアン部族である。「アシニボイン」は、チッペワ族の言葉で「熱した石で調理をする者たち」という意味。アシニボイン山 (標高3618m) はカナダのアルバータ州とブリティッシュコロンビア州の境界にあるロッキー山脈の高峰である。

## 歴史
アシニボイン族は主に狩猟を生業としていた民族でアメリカ合衆国のモンタナ州北東部とノースダコタ州からカナダのアルバータ州、サスカチュワン州からマニトバ州南東部の大平原に定住していた平原インディアン。
元々はダコタ・スー族に属していたが17世紀に関係が悪くなり、ダコタ族から分裂して逃げるようにモンタナ州北東部やカナダに移動して行った。部族は新たな寒さと雪の土地での生活を始めるが、苦労の連続だった。子供たちは寒さに震え、そして、食料は見つけるのが難しかった。700人から1,000人ほどいたが、1851年モンタナ州のリトルロッキー山脈周辺に住んでいた時は人口は半数近くに減少していた。現在、モンタナ州のフォート・ペック保留地などに定住している。

## エピソード
ハンクパパ族の呪術師シッティング・ブルの逸話で、アシニボイン族の少年を救った話が語られている。シッティング・ブルが参加した戦士集団が仲間とはぐれたアシニボイン族の一家を攻撃した。その時、両親や兄弟がすでに死んでいたが、その死んだアシニボイン族の家族の少年が敵に包囲されているにもかかわらず、少年は勇敢にも矢を射ようとし、シッティング・ブルに｢ビッグ・ブラザー!（兄さん）｣と呼んだ。シッティング・ブルは少年の勇敢さを認め、自分の弟にして生かそうと決めた。以後、シッティング・ブルはこのアシニボイン族の少年に丁重にもてなし、少年の忠誠心から｢ステイズ・バック｣と言う名を与え自分の弟として育てた。そして、ステイズ・バックは勇敢な戦士へと成長して行き、シッティング・ブルは彼の勇敢さの敬意を表し父親の名からジャンピング・ブルと言う名を授けたと言う。